# Inside The Sound
Інструментальний modern art-rock проект Inside The Sound (Всередині Звуку) — це електрогітара, синтезатор, бас-гітара і барабани, це чотири людини, що постійно живуть «всередині» своєї музики, яка припаде до смаку любителям гітарного інструменталу, ф'южну, фанку, прогресивного року, ейсід-джазу та інших подібних напрямків.

## Історія гурту
Проект «Всередині Звуку» був утворений в 2003 році гітаристом Максимом Величко і бас-гітаристом Дмитром Трифонова, музикантами кіровоградської групи «Весняний Галас». Хлопці почали працювати разом ще в 1999 р. як інструментальний колектив «Кімната з видом на сонце». Тоді вони тільки пробували себе в авторській творчості, грали музику з елементами джаз-року. Колектив дав єдиний концерт, після чого припинив існування. Але музиканти продовжували брати участь в різних музичних проектах. Пізніше Макс і Дмитро зустрілися знову в «Весняному галасі». Для них цей музичний проект став основним, і йому приділялося максимум уваги. Але і на власну творчість хлопці знаходили час. Коли матеріалу набралося достатньо для запису компакт-диска, (цей час якраз збігся з відходом з «Галасу» практично всіх ключових учасників) музиканти вирішили вибрати назву для нового проекту, яка б максимально розкривала його спрямованість.
Музиканти про свою творчість:
«Для нас кожна композиція - це вираження певного настрою; це думка, переживання, енергетика, це маленька історія, і слухач обов'язково знайде в ній щось своє, особисте, відоме тільки йому. Будь-якій людині від природи дано чути і відчувати те, чого не поясниш, не опишеш словами. І ми, музиканти - як і наші музичні інструменти - є тільки провідниками у світ цього трансцендентного, світ музики. Як, звідки, і чому це відбувається - ми самі до кінця не усвідомлюємо. Безмовне розуміння приходить до нас під час виступів, коли і ми і слухачі занурюємося в музику і буквально розчиняємося всередині звуку ... »
У 2005 році Inside The Sound пройшли у фінал фестивалю «Червона Рута», де посіли 2-е місце в номінації «Інша музика». Двома роками пізніше дует виступив з інструментальною програмою «Всередині Звуку» на фестивалі «Перлинний Рай 2007» в місті Балаклава (Крим), де виграв Гран-прі в номінації «Інструментальна музика». Після цього до колективу приєдналися Максим Діденко (барабани) і Дмитро Єрьомін (клавіші). І вже цим складом вони відкривали фестиваль «Jazz Koktebel-2008» . У 2010 р. на місце барабанщика Максима Діденко, що пішов, приходить молодий і перспективний Дмитро Польовий.
Інструментальна музика не має мовних бар'єрів, тому аудиторія слухачів цього гурту не замикається тільки на українських і російських меломанах. Саме тому музиканти вирішили зарезервувати за собою англомовну назву — Inside The Sound.
Члени гурту Inside The Sound — музиканти досить високого рівня. Вони не раз брали участь у презентаціях новітніх продуктів відомих виробників музичних інструментів. До слова сказати, гітарист Максим Величко – офіційне обличчя компаній Ibanez і Vox в Україні, а клавішник Дмитро Єрьомін - компанії Korg.

## Склад гурту Inside The Sound
1. Макс Величко - гітара,
2. Дмитро Тріфонов - бас-гітара (бас),
3. Дмитро Єрьомін - клавішні,
4. Дмитро Польовий - ударні.

## Альбом Time Z (2010)
В кінці 2010 року група випускає свій перший офіційний альбом з англомовною назвою Time Z.
Time Z - це 12 композицій, 12 різних історій, це різні образи, відображення яких кожен завжди знайдете всередині себе - це і враження від «вирваного» з реальності листопадового дня, це легке відчуття від прогулянки берегом моря, радість від приходу довгоочікуваної весни, здивування від гри світла і диму, спогад про бурштинові хвилі, які, здається, просто колись наснились, історія повернення в улюблене місто, що тепер виявилось дуже далеким, це образ потойбічної рослини, що росте в тумані... Усі ті образи, які зберігаються всередині серця, всередині звуку ...

## 2011 - 2012 рр.
На даний момент музиканти готують матеріал, який увійде до другого альбому групи. 29 березня 2012 Inside The Sound у Кіровограді, рідному місті музикантів, презентували дві нові композиції: Intro і Empire V .

## Дискографія

### Студійні альбоми
- Time Z (2010) [3]
- Wizard's Eyes (2017)[4]

### Сингли
- Макс Величко - Один У Полі (2015)[5][6]
- Moon River (2022)[7][8]